# راهول كومار
راهول كومار (25 مارس 1985 في الهند - ) هو لاعب كرة قدم هندي في مركز الدفاع. لعب مع نادي بونه ونادي سالغاوكار ونادي موهون باغان وUnited SC ‏.

## وصلات خارجية
- راهول كومار على موقع قاعدة بيانات كرة القدم.إي يو (الإنجليزية)